# SheepShaver
SheepShaver és un emulador d'Apple Macintosh PowerPC llançat el 1998 per al BeOS i posteriorment per al Linux. El nom del programa deu en part a un altre emulador de Macintosh II anomenat ShapeShifter (antecessor del Basilisk II). SheepShaver, ShapeShifter i Basilisk II van ser desenvolupats originalment pel programador alemany Christian Bauer. Aquest ho va convertir en codi obert després de la desaparició de Be Incorporated (empresa creadora de BeOS) l'any 2002.
En els últims anys, el principal desenvolupador que manté el projecte de SheepShaver és Gwenole Beauchesne el qual s'hi va unir més tard.

## Descripció
Tal com ShapeShifter o Basilisk II fan en màquines 680x0 (com a Amiga Clàssic), SheepShaver funciona com una "màquina virtual" en processadors PowerPC executant codi nadiuament sense amb prou feines ralentir la velocitat del sistema emulat. No s'emula el maquinari sinó que s'instal·len en la rom del Mac uns drivers dissenyats per cridar a les funcions del SOTA amfitrió. En altres processadors com a x86 gràcies a l'emulador amb recopilació dinàmica de codi PPC per a x86 creat per Gwenole és possible també executar el MacOS PowerPC amb una penalització en el rendiment (comparat amb executar-ho en una màquina PowerPC). Pesi a tot l'emulador de PPC de Gwenole és un dels més ràpids que existeixen de codi obert.
En l'actualitat corre també en Windows (però alguna cosa inestable, ja que des de la incorporació de Gwenole al projecte s'ha anat abandonant progressivament la independència de plataforma heretada de Basilisk II i el codi està plagat de funcions típiques de Linux) així com en Mac Us X (aquí establement gràcies a ser de tipus Unix). De moment els processadors suportats són PowerPC i x86.
És capaç d'executar el Mac OS des de la versió 7.5.2 fins a la versió 9.0.4, però requereix una "imatge" de la ROM. Per executar les versions 8.1 i posteriors és necessari que sigui de tipus Old World ROM (de Mac vell, habitualment dels anteriors als quals portaven USB per tot). Igual que la resta d'emuladors de Christian,funciona en multitarea i permet a l'usuari executar aplicacions clàssiques de Mac juntament amb altres aplicacions del Sistema Operatiu Amfitrió (BeOS, Windows, Mac US X, Linux, etc.)
Encara que SheepShaver té un excel·lent suport de Ethernet i d'una sortida d'àudio de qualitat CD, SheepShaver no emula la unitat controladora de memòria (MMU), com fa el Basilisk II (excepte quan és executat en un 680x0), i no pot executar versions posteriors del MacOS 9 ni cap versió de MacOS X. Per córrer aquests sistemes la millor opció és executar MOL (Mac On Linux, un emulador de tipus "màquina virtual" per Linux PowerPC) o bé PearPC (encara que el seu emulador de PPC és avui dia notablement més lent que el de SheepShaver). Actualment, els desenvolupadors de SheepShaver no tenen planejat afegir emulació de MMU.

## Alternatives
- VMware, programari propietari però amb versions gratuïtes.
- VirtualBox de llicència GNU.
- Virtual PC
- KVM
- Xen
- BOCHS de llicència GPL.
- QEMU de llicència GPL.
- Virtuozzo, programari propietari
- Mac on Linux
- Basilisk II